# داريل دوران
داريل دوران (بالإنجليزية: Daryl Doran)‏ هو لاعب كرة قدم ومدرب كرة قدم أمريكي، ولد في 29 مارس 1963 في سانت لويس في الولايات المتحدة. لعب مع لوس أنجلوس لايزرز.